# Buxus baracoensis
Buxus baracoensis är en buxbomsväxtart som beskrevs av Attila L. Borhidi och Muniz. Buxus baracoensis ingår i släktet buxbomar, och familjen buxbomsväxter. Inga underarter finns listade i Catalogue of Life.